# Satoko Mabuchi
Satoko Mabuchi, född den 17 februari 1982 i Nagoya, är en japansk softbollspelare.
Hon tog OS-guld vid de olympiska softboll-turneringarna vid olympiska sommarspelen 2008 i Peking.